# Eagles of Death Metal
Eagles of Death Metal (häufig mit EoDM abgekürzt) ist eine US-amerikanische Garage-Rock-Band um den Sänger und Gitarristen Jesse „The Devil“ Hughes.

## Bandgeschichte
1998 anfänglich mit dem Queens-of-the-Stone-Age-Frontmann Josh Homme am Schlagzeug im Zuge einer Aufnahme für die Desert Sessions gegründet, wechselte die Besetzung ab 2004 ständig. So wirkten unter anderem Tim Vanhamel von der Band Millionaire (Gitarre), Dave Catching (Gitarre, earthlings?), Joey Castillo (Schlagzeug, Queens of the Stone Age) und Samantha Maloney (Schlagzeug, Ex-Mötley Crüe, Hole) vor allem bei Liveauftritten mit.
Ihre erste Veröffentlichung ist das im November 2003 erschienene Livealbum Live at Slims, das es kostenlos auf der Website zum Download gab. Hughes und Homme kreierten eine Mischung aus Blues, Boogie, Funk und Rock mit simplen Gitarrenriffs und minimalistischem Schlagzeugspiel. Besonders Hughes’ Songtexte lassen die Band zu einer humoristischen Persiflage auf den klassischen Rock-’n’-Roll-Ethos werden. Ihr erstes reguläres Studioalbum ist das 2004 erschienene Peace, Love, Death Metal.
Auf dem zweiten Studioalbum, das 2006 unter dem Titel Death by Sexy erschien, setzen sie diesen Stil konsequent mit breitem Garage-Rock-Sound fort. Im ersten Musikvideo I Want You So Hard zeigen sich u. a. Jack Black und Dave Grohl als Gäste.
In dem Film Fantastic Movie (Epic Movie) haben sie einen Gastauftritt als Elbenband.
Am 16. Januar 2009 kam das dritte Studioalbum, Heart On, in Deutschland in den Handel. Am 2. Oktober 2015 erschien das Studioalbum Zipper Down. Die erste Singleauskopplung, Complexity, war das Remaster eines Liedes vom vier Jahre alten Boots-Electric-Album Honkey Kong.
Am 4. August 2017 veröffentlichte Eagle Rock Entertainment die DVD, Blu-ray, 2-CD I Love You All the Time Live at The Olympia in Paris.

## Terroranschläge in Paris 2015
Im Zuge der Terroranschläge am 13. November 2015 in Paris war die Konzerthalle Bataclan ein von den Terroristen ausgewähltes Ziel. Zum Zeitpunkt der Attacken spielten die Eagles of Death Metal ein Konzert. 89 Besucher starben, weitere hunderte Personen wurden teilweise schwer verletzt.
Die Bandmitglieder retteten sich durch den Bühnenausgang und blieben unverletzt. Bei dem Anschlag wurde Nick Alexander, ein britischer Merchandise-Helfer der Band, erschossen. Die Gruppe sagte die verbleibenden Auftritte der ursprünglich bis zum 10. Dezember 2015 geplanten Tournee am folgenden Tag ab.
Ihr erstes Interview nach den Anschlägen von Paris gaben die Bandmitglieder dem Gründer des VICE-Magazins, Shane Smith. Der Sänger Jesse Hughes schilderte den Terroranschlag in dem Pariser Club.
Durch eine Onlinekampagne, mit der die Band und alle Betroffenen unterstützt werden sollten, gelangten die Eagles of Death Metal mit einer Coverversion von Save a Prayer (Duran Duran) auf Platz 1 der iTunes (UK) Rock-Charts und Platz 1 in den Amazon Rock-Charts. Duran-Duran-Sänger Simon Le Bon, Koautor der 1982 als Single erschienenen Originalversion, erklärte, dass er die Lizenzeinnahmen spenden werde.
Ein unmittelbar nach den Anschlägen aufgetauchtes Bekennerschreiben sprach von „einem Konzert von Prostitution und Sünde“. Verschiedene Zeitungen mutmaßten, dass sowohl der Club Bataclan als auch die Band aus antisemitischen Gründen als Ziel der Pariser Terrorserie ausgewählt wurden. Konzertveranstalter Lieberberg hatte nach dem Anschlag gemutmaßt, die Band sei womöglich wegen ihrer Solidarität mit Israel ins Visier der Terroristen geraten.
Die pro-israelische Haltung der Bandmitglieder hatte ihnen bereits im Juli 2015 Boykottaufrufe eingebracht. Ein prominenter Unterstützer der antiisraelischen Initiative BDS-Bewegung, der Pink-Floyd-Mitbegründer Roger Waters, hatte die Eagles of Death Metal vor einem Konzert in Tel Aviv (2015) aufgefordert, nicht in Israel aufzutreten. Eagles-Of-Death-Metal-Frontmann Jesse Hughes hatte daraufhin seine Solidarität mit Israel kundgetan: „Einen Ort wie diesen würde ich nie boykottieren!“, er fügte hinzu: „Ich habe mich nie zuvor so zuhause gefühlt wie hier!“
Am 7. Dezember 2015 kehrten die Eagles of Death Metal als Special Guests von U2 in der AccorHotels Arena auf die Bühne und nach Paris zurück. Ihr aufgrund der Terroranschläge vorzeitig abgebrochenes Konzert im Bataclan beendeten sie am 16. Februar 2016 im Olympia in Paris. Dabei lud die Band Hinterbliebene und Überlebende des Anschlages ein und verteilte dafür Freikarten.
Aufgrund eines Interviews mit Hughes, in dem dieser der Security des Bataclan Komplizenschaft mit den Tätern unterstellte und weiterer Äußerungen Hughes’, dass Moslems auf den Straßen das Attentat gefeiert und die türkischen Fans eine Schweigeminute für die Opfer des Anschlags während des Spiels Griechenland–Türkei ausgebuht hätten, wurde die Band von mehreren französischen Festivals gestrichen.
Bei der Wiedereröffnung des Bataclan am 12. November 2016 wurden Jesse Hughes und ein weiteres Mitglied der Band an der Tür von Jules Frutos, einem der Chefs der Veranstaltungshalle, abgewiesen. „Sie kamen an, ich warf sie raus – es gibt Dinge, die man nicht vergisst“, sagte Frutos der französischen Presseagentur AFP. Die Leitung der Konzerthalle begründete den Rausschmiss mit den fragwürdigen Äußerungen des Sängers Jesse Hughes.

## Diskografie

### Studioalben
- 2004: Peace, Love, Death Metal
- 2006: Death by Sexy
- 2008: Heart On
- 2015: Zipper Down
- 2019: EODM Presents Boots Electric Performing the Best Songs We Never Wrote
- 2021: EODM Presents: A Boots Electric Christmas (EP)

### Singles
- 2004: I Only Want You
- 2004: Speaking in Tongues

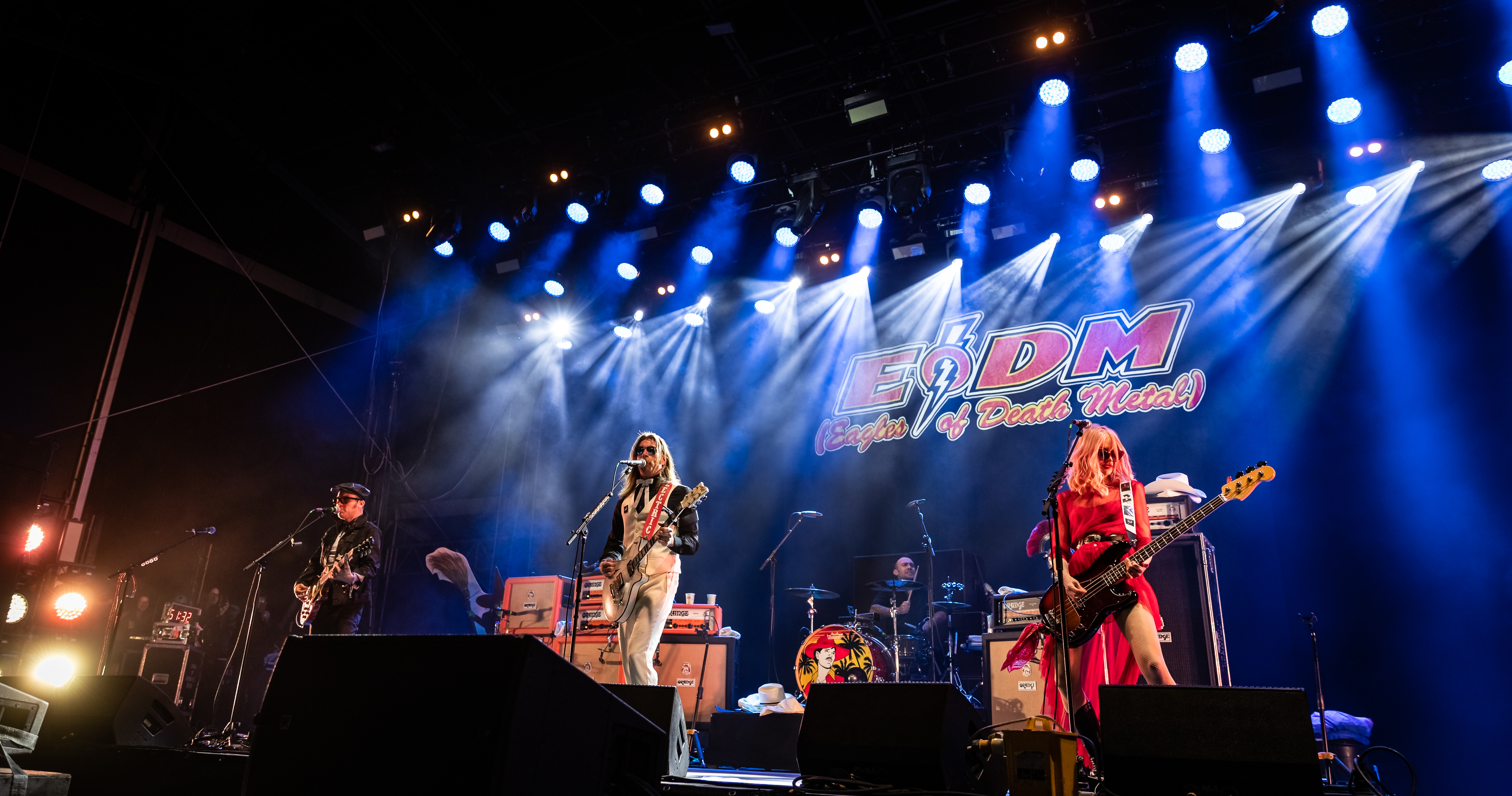
Eagles of Death Metal, Rock am Ring 2019

- 2005: I Want You so Hard (Boy’s Bad News)
- 2005: Shasta Beast
- 2006: I Gotta Feelin (Just Nineteen)
- 2006: Cherry Cola
- 2008: Wannabe in L. A. (Teil des Soundtracks zu Midnight Club: Los Angeles[28] sowie des Musikspiels Guitar Hero 5)[29]
- 2008: Anything ’Cept the Truth
- 2009: As Nice as I Can Be
- 2009: Now I’m a Fool
- 2015: Complexity
- 2015: Save a Prayer

### Livealben
- 2017: I Love You All the Time: Live at the Olympia Paris

### Weitere Veröffentlichungen
- 1998: The Gosso King of Crater Lake, Hogleg und You Keep on Talking auf The Desert Sessions, Vol III/IV
- 2003: Live at Slims (Livealbum, nur als MP3)
- 2003: Satellites of the Stone Age (zwei QotSA-Cover auf einer Kompilation)

### Blu-rays, DVDs und Videos
- 2006: DVD by Sexy (Making-of des Albums Death by Sexy)
- 2014: Miss Alissa wird im Video Nike Football: Winner Stays als Musik verwendet (kein Video der Band)
- 2017: I Love You All the Time: Live at the Olympia Paris